# إسفاجرد
إسفاجرد (بالإنجليزية: Esfajerd)‏ هي قرية تقع في قسم كناررودخانه الريفي (مقاطعة غلبايغان) في إيران. يقدر عدد سكانها بـ 138 نسمة بحسب إحصاء 2016.